# Charles Litton
Charles Vincent Litton Senior (* 13. März 1904 in San Francisco; † November 1972 in Carson City, Nevada) war ein US-amerikanischer Erfinder und Unternehmer. Er war ein früher Pionier des Silicon Valley.
Litton, der in Redwood City aufwuchs, war Radiobastler und studierte Maschinenbau (Bachelor 1924) und Elektrotechnik (Bachelor 1925) an der Stanford University. In den 1920er Jahren experimentierte er mit Geräten für den Bau von Vakuumröhren, darunter einer Drehbank für Glasbläserei. 1925 bis 1927 arbeitete er bei den Bell Telephone Laboratories und ging danach wieder nach Kalifornien. In den 1930er Jahren arbeitete er zeitweise als Leiter der Röhrenentwicklung bei der Federal Telegraph Company. Während dieser Zeit war der spätere Texas Instruments Gründer Cecil Howard Green ein Mitarbeiter. In der großen Depression zog die Firma nach New Jersey. Litton blieb in Kalifornien und gründete 1931 Litton Engineering Laboratories. Er meldete zahlreiche Patente an und wurde von der Stanford University hinzugezogen um ein Röhren-Labor aufzubauen, an dem auch David Packard wirkte. 
Im Zweiten Weltkrieg produzierte er Mikrowellenröhren (Magnetron) und Apparate für deren Herstellung für Radar und Röhren für militärische Kommunikation. Nach dem Krieg produzierte er weiter Röhren unter Litton Industries, das er 1953 an die Electro Dynamics Corporation von Tex Thornton verkaufte, der daraus ein international tätiges Rüstungs-Konglomerat machte. Er selbst behielt aber die Firmensparte (Litton Engineering Labs) für die Maschinen zur Herstellung der Glasröhren, mit der er 1954 nach Grass Valley umzog.
Seine Technologie wurde zum Beispiel von Varian Associates verwendet (gegründet von zwei weiteren Silicon Valley Pionieren).